# Caesar van Everdingen
Caesar van Everdingen (né en 1616 ou 1617 à Alkmaar ; enterré le 13 octobre 1678 dans la même ville), frère aîné d'Allaert van Everdingen, est un artiste peintre du siècle d'or néerlandais.

## Biographie
Caesar Pietersz van Everdingen, également connu sous le nom de Caesar Boetius van Everdingen, a été éduqué à Utrecht, où il a appris à peindre grâce à Jan Gerritsz van Bronkhorst. Ses premières peintures connues datent de 1636. En 1648, il s'installe à Haarlem, où il rejoint la guilde de Saint-Luc et la garde civile de la ville. Il y rencontre Jacob van Campen et l'aide pour la décoration de l'Oranjezaal de la Huis ten Bosch. En 1658, il retourne à Alkmaar où il ouvre un atelier et prend des élèves, dont Jan Theunisz Blanckerhoff, Adriaen Dekker, Hendrik Graauw et Thomas Heeremans.

## Quelques œuvres

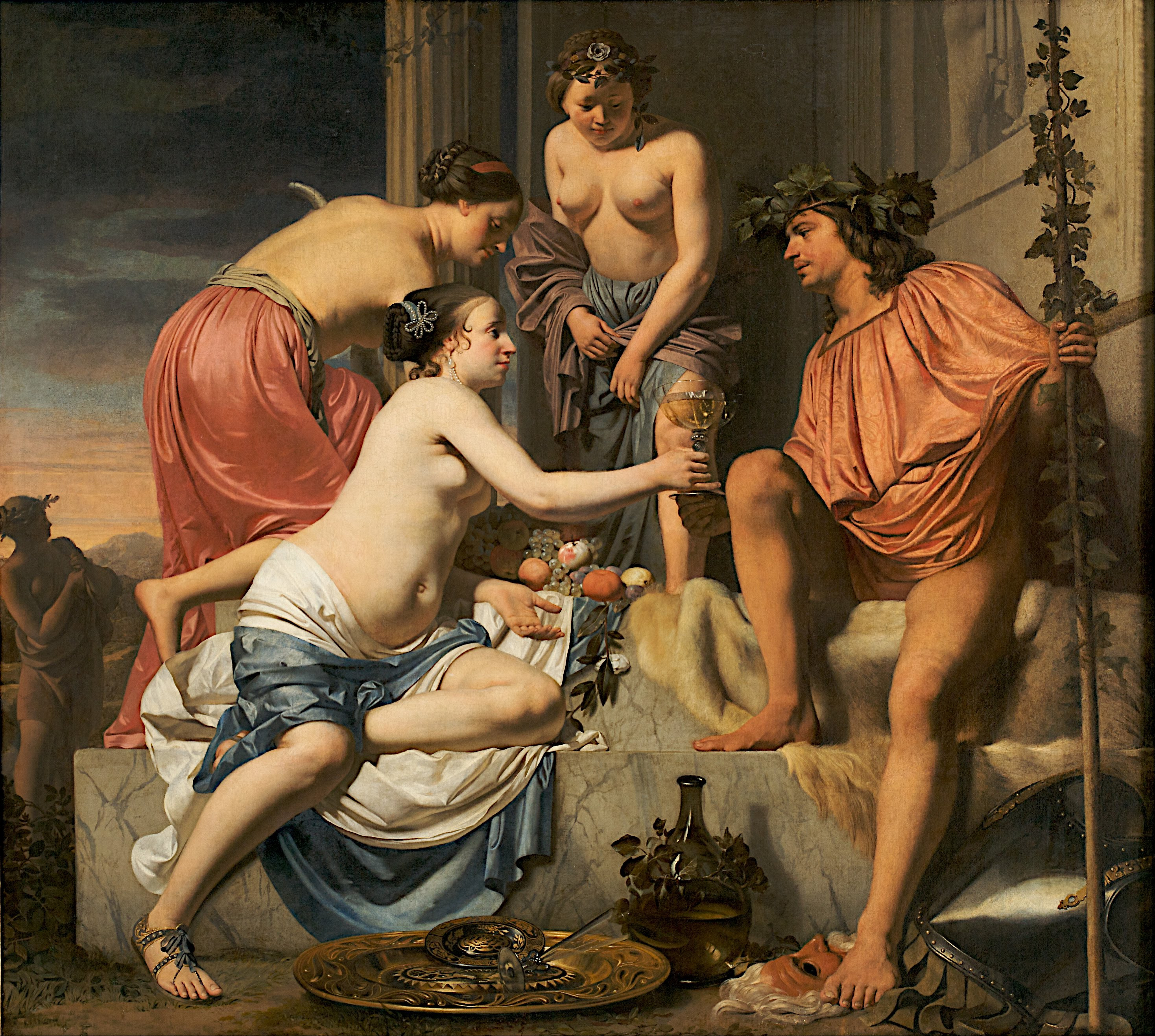
Nymphs et Bacchus
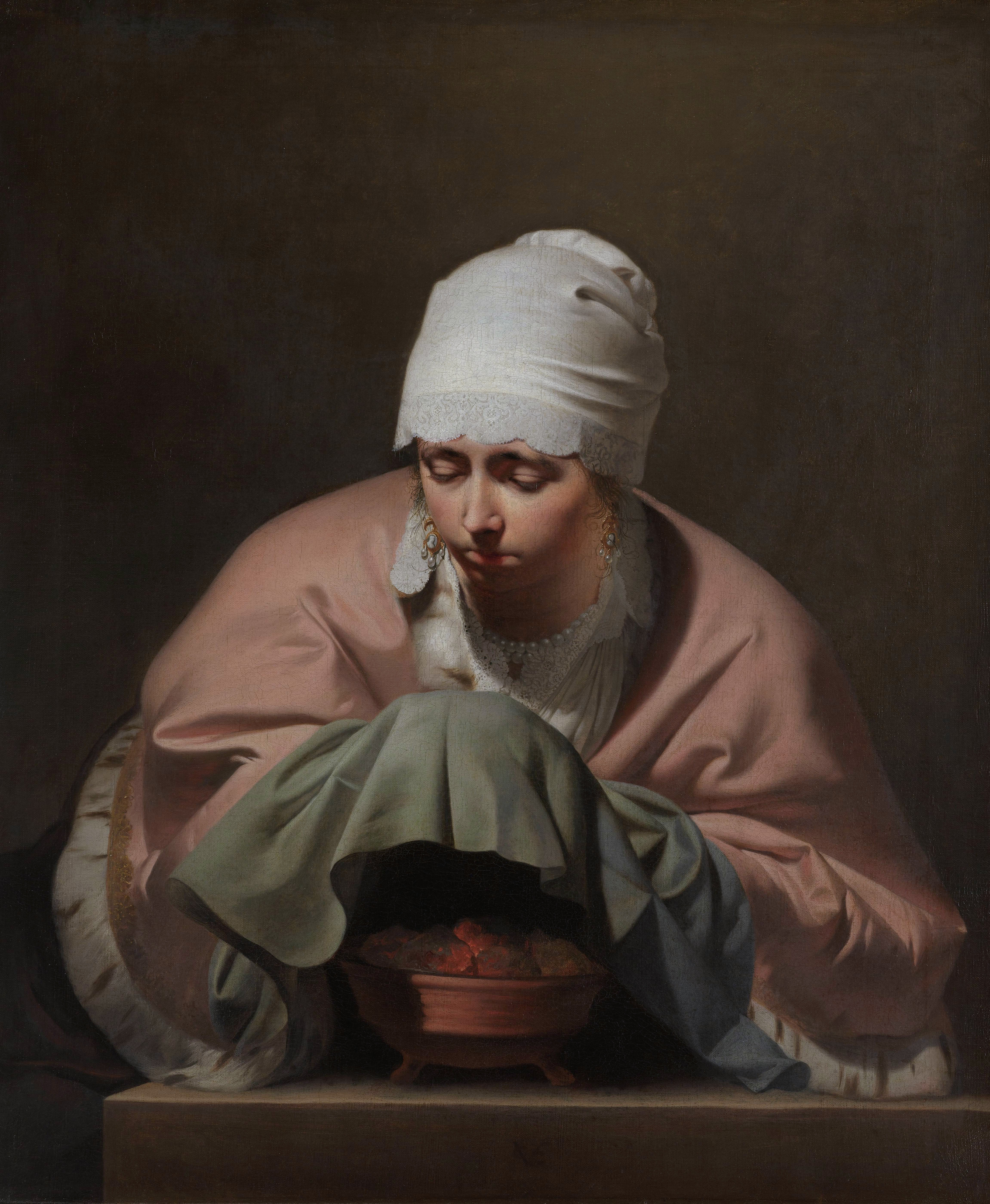
Jeune femme réchauffant ses mains sur un réchaud, Rijksmuseum, Caesar van Everdingen.
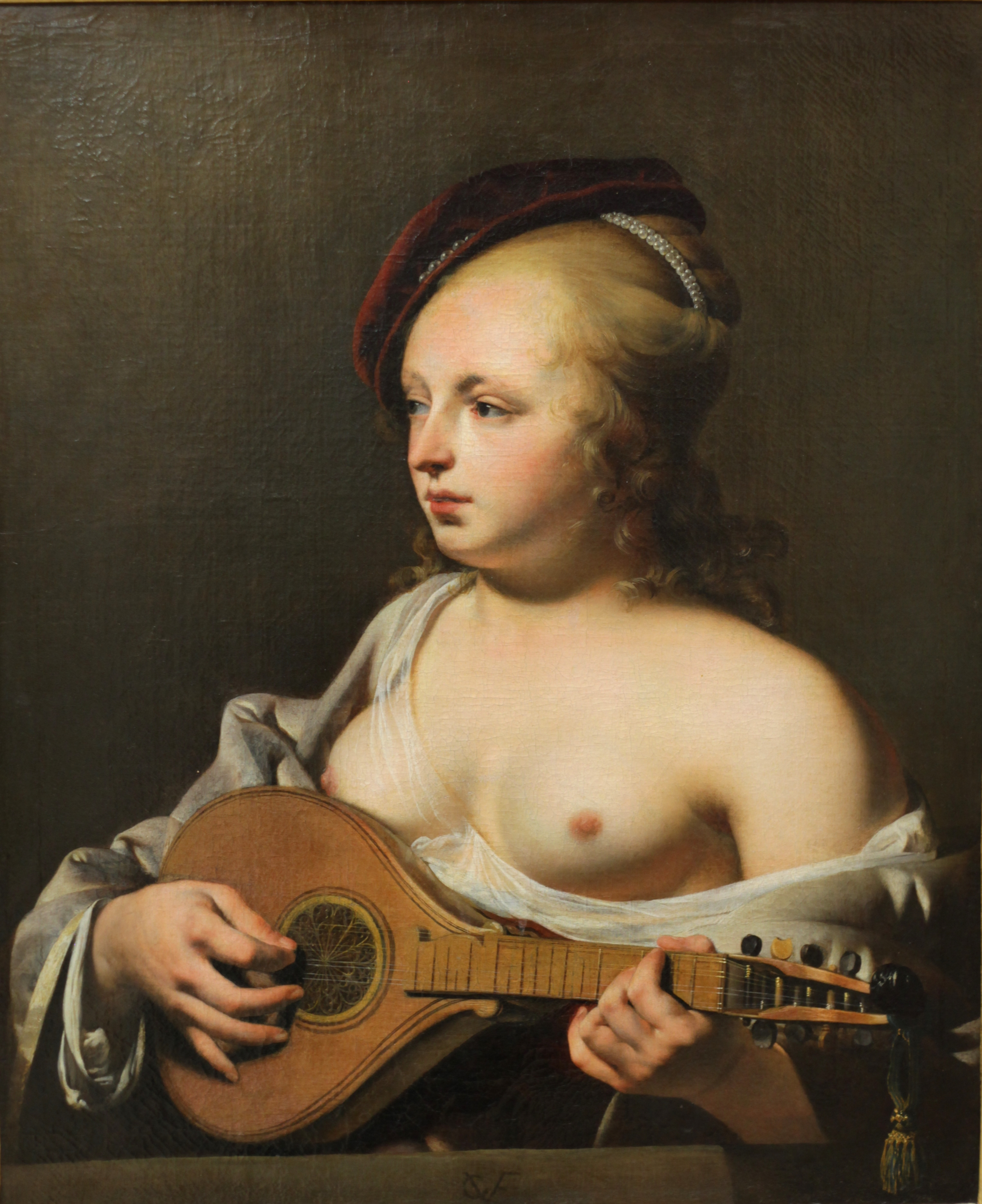
Joueuse de cistre, Musée des beaux-arts de Rouen, Caesar van Everdingen.